# Форстнер, Бенджамин

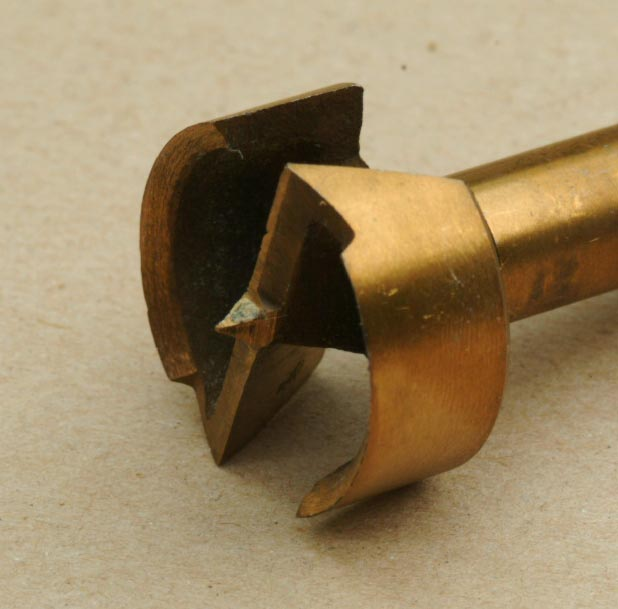
Сверло Форстнера, ⌀25 мм

Бенджамин Фо́рстнер (25 марта 1834— 27 февраля 1897) — американский оружейник, изобретатель и предприниматель.
Родился в пенсильванском округе Бивер. Изобретатель сверла Форстнера, запатентованного 22 сентября 1874 года. Успех изобретения принёс ему большую прибыль. Без ходового винта (который сам Форстнер называл «gimlet-point», то есть «направляющий буравчик») и режущих краёв, характерных для обычных свёрл по дереву, оно оказалось особенно подходящим для оружейников и столяров. Его сверло было непревзойдённым по качеству гладкости стенок отверстия с плоским дном. Оно лучше было приспособлено для сверления под углом, чем спиральные сверла Рассела Дженнинга, при этом исчезла проблема схода сверла по ориентации древесных волокон. В конце концов Форстнер получил лицензию на производство и продажу своих свёрл для нескольких компаний. Свёрла Форстнера производятся по сей день. У современных свёрл Форстнера окружность кольца сверла разделена на две части.
В начале 1850-х Бенджамин Форстнер переехал в Миссури, где попал под влияние религиозного утопического социалиста Вильяма Кейла из Вефиля. Вместе с ним он уехал на северо-запад в 1863, где они основали общину. В 1865 году Форстнер обосновался в Сейлеме (штат Орегон) и на следующий год женился на Луизе Снайдер (англ. Louisa Snyder). Их единственным ребёнком была удочерённая дочь, племянница миссис Форстнер. Вскоре Бенджамин Форстнер начал карьеру оружейника. Он часто путешествовал по делам на Восток, в 1876 году на Всемирную выставку в Филадельфии, а в 1893 году на Всемирную выставку в Чикаго, где его свёрла получили наивысшую оценку. Благодаря прибыльным выплатам роялти он стал одним из самых богатых жителей Сейлема и крупным собственником.
Форстнер ушёл на покой в 1891 году, накопив благодаря своему делу достаточное количество денежных средств. 
Умер изобретатель в Сейлеме после продолжительного гриппа. Похоронен он был 2 марта 1897 года.
Его жена Луиза Форстнер умерла 12 сентября 1917 года в возрасте 75 лет в Сейлеме и была погребена на кладбище Odd Fellows.